# Xingbaoia karakara
Xingbaoia karakara är en insektsart som beskrevs av Rentz, D.C.F. 2001. Xingbaoia karakara ingår i släktet Xingbaoia och familjen vårtbitare. Inga underarter finns listade i Catalogue of Life.